# Отключение электроэнергии в Бразилии и Парагвае (2009)

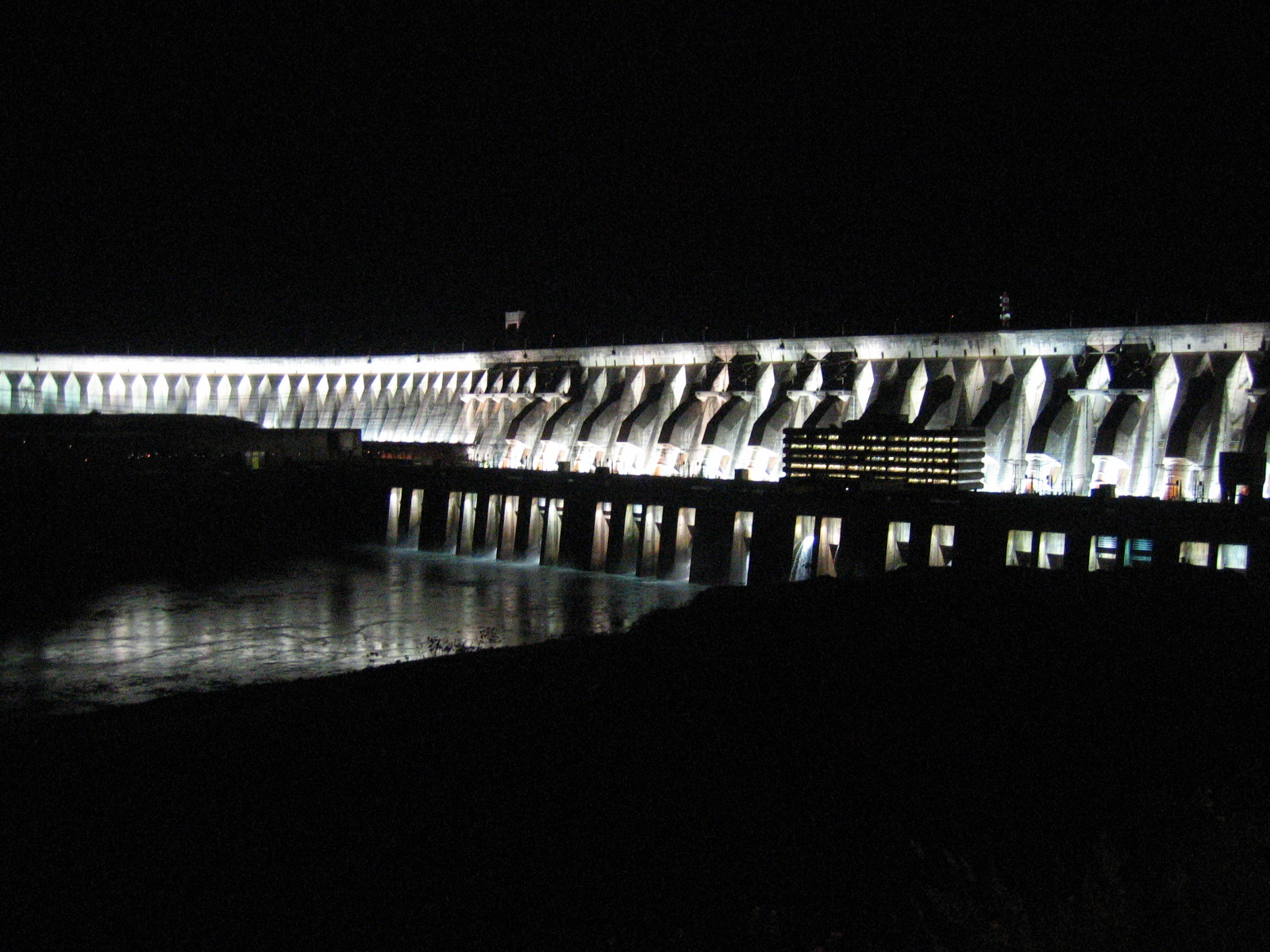
Плотина Итайпу

Отключение электроэнергии в Бразилии и Парагвае в 2009 году — аварийная ситуация, произошедшая из-за повреждения линии электропередачи от ГЭС Итайпу, в результате которой электроэнергии лишилась большая часть территории Бразилии и на короткое время — весь Парагвай. Отключения происходили со вторника, 10 ноября, по пятницу, 20 ноября 2009 года и затронули в Бразилии около 60 миллионов человек. 

## Описание
Тысячи пассажиров оказались в затруднительном положении, поскольку поезда метро остановились, а автобусы не справились с потоком пассажиров. Поступали многочисленные сообщения о дорожно-транспортных происшествиях из-за отказа уличного освещения и светофоров.  Отключение электроэнергии началось около 22:15 во вторник и продолжалось примерно до 02:45 среды в Сан-Паулу, хотя в некоторых местах электричество было восстановлено постепенно, начиная с полуночи.  

### Причины
Проливные дожди и сильный ветер вызвали короткое замыкание трех трансформаторов на ключевой высоковольтной линии электропередачи, перерезав линию и вызвав потерю 14 ГВт мощности. Авария таких масштабов возникла впервые за 25 лет истории плотины Итайпу.   Отключение электроэнергии, которое, по словам бразильских официальных лиц, затронуло 18 из 26 штатов страны, принесло хаос в такие города, как Сан-Паулу, Рио-де-Жанейро, Белу-Оризонти, Кампо-Гранди и Витория. 

СМИ, такие как Slashdot  и 60 Minutes, сообщили , что сбой был работой хакеров. Однако в декабре 2010 года WikiLeaks опубликовала дипломатическую телеграмму США, в которой говорилось об обратном. Телеканал также сообщил, что
было потеряно 28 000 мегаватт электрической мощности или 45 процентов от общего потребления Бразилии на тот момент и оставило без электричества около 87 миллионов жителей. Причину инцидента тщательно изучали, и ходили слухи, в значительной степени авария произошла из-за недавнего объявления Рио местом проведения летних Олимпийских игр 2016 года.
Самый продолжительный сбой произошёл в Сан-Паулу и длился 6 часов.
Президент Луис Инасиу Лула да Силва организовал экстренную комиссию для расследования причин отключения.  Отключение также вызвало политический резонанс, поскольку министра энергетики вызвали для дачи показаний перед Конгрессом. 

## Затронутые регионы

### Парагвай
Плотина Итайпу используется совместно Бразилией и Парагваем. Сразу после аварии вышли из строя соединительные линии к другой крупной электростанции Парагвая, плотине Ясирета (на границе с Аргентиной). Отключение электричества охватило всю территорию страны.  

### Бразилия

Карта, показывающая места в Бразилии, пострадавшие от отключения электроэнергии. Красный цвет — частично затронутые, тёмно-красный — полностью отключённые штаты

Полностью затронутые штаты 
- Сан-Паулу
- Рио де Жанейро
- Мату-Гросу-ду-Сул
- Эспириту-Санту

Частично затронутые штаты
- Риу-Гранди-ду-Сул
- Санта-Катарина
- Парана
- Минас-Жерайс
- Мату-Гросу
- Гояс
- Рондония
- акр
- Баия
- Сержип
- Алагоас
- Пернамбуку
- Параиба
- Риу-Гранди-ду-Норти